# Muara Tais II
Muara Tais II is een bestuurslaag in het regentschap Tapanuli Selatan van de provincie Noord-Sumatra, Indonesië. Muara Tais II telt 685 inwoners (volkstelling 2010).